# USA:s Grand Prix 1985
USA:s Grand Prix 1985 eller Detroits Grand Prix 1985 var det sjätte av 16 lopp ingående i formel 1-VM 1985. 

## Resultat
1. Keke Rosberg, Williams-Honda , 9 poäng
2. Stefan "Lill-Lövis" Johansson, Ferrari, 6
3. Michele Alboreto, Ferrari, 4
4. Stefan Bellof, Tyrrell-Ford, 3
5. Elio de Angelis, Lotus-Renault, 2
6. Nelson Piquet, Brabham-BMW, 1
7. Thierry Boutsen, Arrows-BMW
8. Marc Surer, Brabham-BMW
9. Eddie Cheever, Alfa Romeo
10. Andrea de Cesaris, Ligier-Renault
11. Gerhard Berger, Arrows-BMW
12. Jacques Laffite, Ligier-Renault

### Förare som bröt loppet
- Ayrton Senna, Lotus-Renault (varv 51, olycka)
- Martin Brundle, Tyrrell-Ford (30, olycka)
- Philippe Alliot, RAM-Hart (27, olycka)
- Nigel Mansell, Williams-Honda (26, olycka)
- Alain Prost, McLaren-TAG (19, bromsar)
- Riccardo Patrese, Alfa Romeo (19, elsystem)
- Derek Warwick, Renault (18, transmission)
- Patrick Tambay, Renault (15, olycka)
- Pierluigi Martini, Minardi-Motori Moderni (11, motor)
- Niki Lauda, McLaren-TAG (10, bromsar)
- Teo Fabi, Toleman-Hart (4, koppling)
- Manfred Winkelhock, RAM-Hart (3, turbo)
- Piercarlo Ghinzani, Osella-Alfa Romeo (0, olycka)

## VM-ställning
| Förarmästerskapet 1. Michele Alboreto, Ferrari, 31 2. Elio de Angelis, Lotus-Renault, 24 3. Alain Prost, McLaren-TAG, 22 | Konstruktörsmästerskapet 1. Ferrari, 47 2. Lotus-Renault, 33 3. McLaren-TAG, 25 |